# وارونه‌سازی فاعل–فعل کمکی
وارونه‌سازی فاعل-فعل کمکی (انگلیسی: Subject–auxiliary inversion) یا وارونه‌سازی فاعل-عملگر (انگلیسی: Subject–operator inversion) رایج‌ترین شکل وارونه‌سازی در زبان انگلیسی است. ترتیب معمول جمله‌سازی در زبان انگلیسی به صورت فاعل-فعل است ولی در این ساختار فاعل و فعل کمکی جای خود را با هم عوض می‌کنند و جمله به صورت فعل کمکی-فاعل در می‌آید. برای مثال:
آ. Fred will stay.
ب. Will Fred stay? - وارونه‌سازی فاعل-فعل کمکی برای ساخت پرسش بله-خیر
آ. Larry has done it.
ب. What has Larry done? - وارونه‌سازی فاعل-فعل کمکی برای ساخت پرسش
آ. Fred has helped at no point.
ب. At no point has Fred helped. - وارونه‌سازی فاعل-فعل کمکی در حالت منفی
a. If we were to surrender, ...
b. Were we to surrender, … - وارونه‌سازی فاعل-فعل کمکی در حالت شرطی
نظم معمول جمله در زبان انگلیسی به صورت فاعل-فعل است، ولی در برخی موارد این نظم (به دلایلی در بالا گفته شد) تغییر می‌کند و به صورت فعل کمکی-فاعل درمی‌آید. اگر به جای فعل کمکی فعل کامل وجود داشته باشد این ساختار اشتباه است، مثلا:
آ. Fred stayed.
ب. *Stayed Fred? - وارونه‌سازی امکان ندارد چرا که فعل کامل است و کمکی نیست.
(علامت ستاره * در زبان‌شناسی به این معناست که مثال ارائه شده از لحاظ دستوری قابل قبول نیست)